# Janusz Marszałek
Janusz Andrzej Marszałek (ur. 3 lipca 1955 w Oświęcimiu) – polski przedsiębiorca i samorządowiec, od 2002 do 2011 prezydent Oświęcimia.

## Życiorys
Ukończył studia na Wydziale Ekonomiki Obrotu Akademii Ekonomicznej w Krakowie. Pod koniec lat 80. założył pierwszą w Polsce prywatną wioskę dziecięcą. Prowadził własną działalność gospodarczą (m.in. w ramach spółki akcyjnej „Maja”).
Od 1998 do 2002 zasiadał w radzie powiatu oświęcimskiego. W wyborach samorządowych w 2002 został wybrany na prezydenta Oświęcimia z ramienia lokalnego komitetu (Samorządny Oświęcim). W następnych wyborach w 2006 skutecznie ubiegał się o reelekcję, wygrywając w drugiej turze. W wyborach w 2010 przegrał w pierwszej turze, zajmując trzecie miejsce (za Januszem Chwierutem i Jackiem Grosserem). Pomimo porażki i wygaśnięcia kadencji pozostał na tym stanowisku, gdyż wybrany następca (Jacek Grosser) z uwagi na zły stan zdrowia (pozostawanie w śpiączce farmakologicznej) nie był w stanie złożyć ślubowania. Ostatecznie w 2011 pełniącym obowiązki prezydenta miasta został Janusz Chwierut, co zakończyło urzędowanie Janusza Marszałka. Sytuacja ta wymusiła nowelizację ustawy o samorządzie gminnym w celu usunięcia luki prawnej uniemożliwiającej wygaśnięcie kadencji włodarzy, którzy nie złożyli ślubowania.
W 2012 został prezesem stowarzyszenia Polska Unia Seniorów. Związał się z powołaną w 2013 partią Polskie Stronnictwo Demokratyczne.

### Proces
11 grudnia 2008 Małgorzata Plinta, była urzędniczka oświęcimskiego magistratu, wygrała proces o mobbing przeciwko Januszowi Marszałkowi. Zarzucała prezydentowi Oświęcimia uporczywe nękanie w miejscu zatrudnienia. Krakowi sąd pracy stwierdził, że „powódka była ofiarą mobbingu i zostało to udowodnione”. Sąd nakazał Urzędowi Miasta zapłacenie kobiecie 30 tys. złotych zadośćuczynienia za doznane krzywdy oraz kolejne 10 tys. za utracone zarobki i koszty leczenia, bo, jak zaznaczył sąd, szykany ze strony przełożonego spowodowały u niej rozstrój nerwowy.